# Blok P
El Blok P era un bloque de apartamentos en Nuuk, capital de Groenlandia, construido entre 1965 y 1966. Era el edificio más grande de la isla: albergaba alrededor de trescientas veinte viviendas y allí residía el 1 % de la población total de la nación. El gobierno de Groenlandia —entonces liderado por Kuupik Kleist— decidió demoler el edificio en 2012, considerado un símbolo del mandato danés en la isla.

## Historia
La modernización de Groenlandia comenzó en las décadas posteriores a la Segunda Guerra Mundial, al tiempo que el gobierno estadounidense buscaba ampliar la presencia militar en la isla y Dinamarca quería asegurar su soberanía. Los políticos daneses se centraron tanto en las instalaciones militares del norte como en los lugares residenciales del sur. Al trasladar el modo de vida danés a Groenlandia, la nación europea pretendía fortalecer los reclamos de soberanía a la vez que limitaba la influencia cultural de Estados Unidos.
El proyecto surgió como una respuesta burocrática danesa, en línea con la política de urbanización y concentración que fue delineada tanto por políticos del congreso nacional como por líderes groenlandeses en las décadas de los cincuenta y principios de los sesenta. Esta política de modernización tenía como uno de sus objetivos principales el despoblamiento de pequeños asentamientos en la isla, donde las oportunidades educativas eran insuficientes y las condiciones de vivienda eran precarias.
Cuando se construyó, era el edificio más grande del reino de Dinamarca. El tamaño y la distribución de los apartamentos eran inadecuados para el estilo de vida inuit: las puertas estrechas dificultaban entrar y salir con ropa gruesa para el frío y los armarios de estilo europeo común eran demasiado pequeños para guardar los aparejos de pesca. Por tanto, los residentes almacenaban este equipo en los balcones, lo que bloqueaba las salidas de incendios y suponía un peligro para la seguridad. Durante los primeros años, vecinos pescadores y cazadores utilizaban la bañera para destripar sus capturas ante la falta de un lugar más adecuado, lo que causaba que la sangre coagulada obstruyera la plomería del edificio.
El edificio contaba solo con cinco pisos de altura, pero con una longitud de sesenta y cuatro apartamentos —lo que equivale a más de doscientos metros—, atravesaba Nuuk en dirección este-oeste. En general, la población local tenía una mala opinión del Blok P, e incluso lo presentaban a los turistas como «tan deprimente que es casi una atracción en sí mismo».

### Demolición

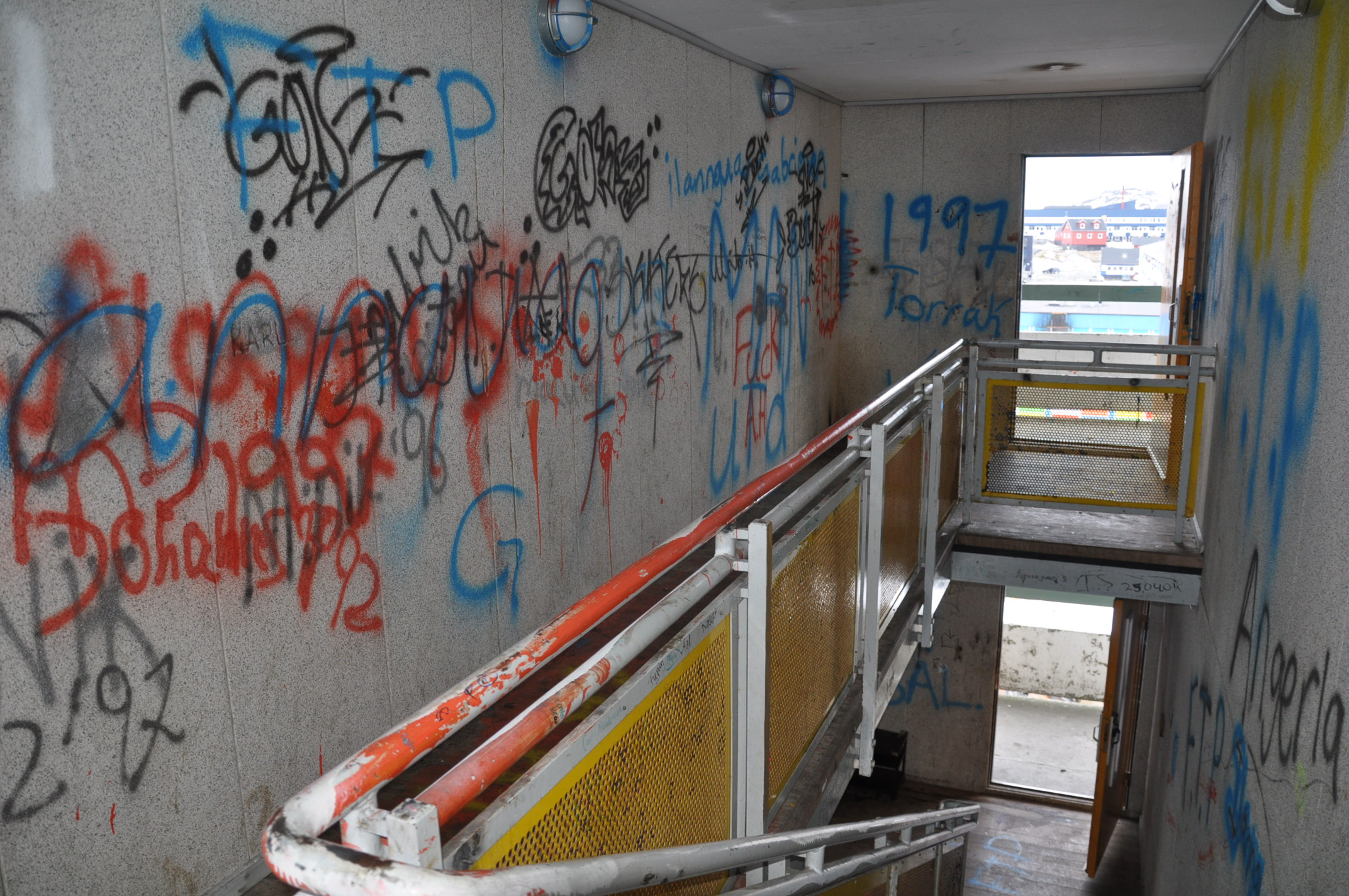
Escaleras del edificio, en 2011.

El Gobierno Autónomo de Groenlandia, junto con el Ayuntamiento de Nuuk, propuso un plan en 2010 para desmantelar e higienizar el edificio. A los residentes se les ofreció alojamiento principalmente en el suburbio de Qinngorput. Ya en 2011 solo quedaban unas pocas familiar viviendo en el bloque; el solar quedó finalmente despejado en 2013. Aunque el edificio ya no existe, su legado ha permeado en proyectos comunitarios y exposiciones sociales de corte artístico, como el caso de una muestra permanente en la North Atlantic House, un centro cultural en Copenhague (Dinamarca).

## Descripción

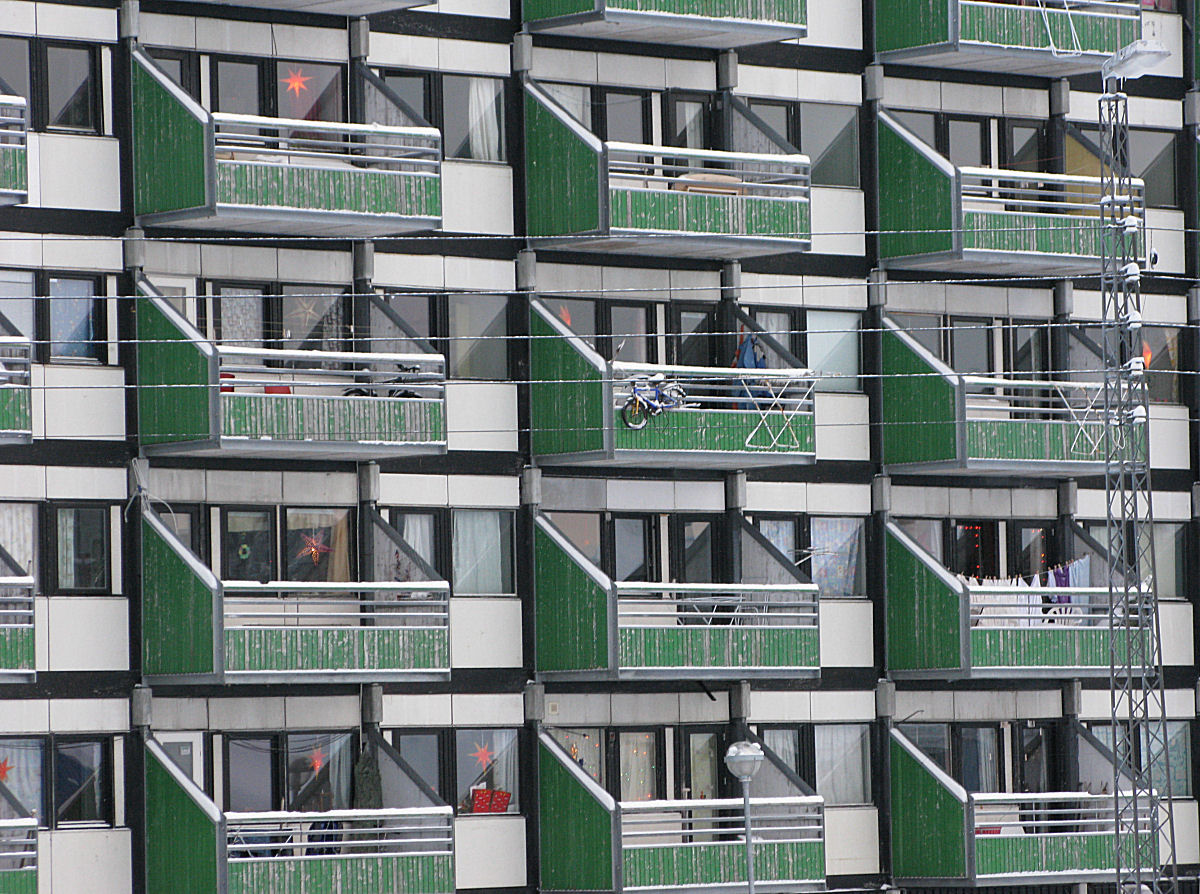
Los balcones de los apartamentos.

El edificio presentaba cinco pisos, con sesenta y cuatro apartamentos por planta y una longitud de 231 m. Al momento de su construcción la fachada era blanca, y el extremo norte estaba decorado con la bandera groenlandesa más grande conocida. La artista local Julie Edel Hardenberg cosió la bandera con ayuda de escolares, que consistía en prendas de vestir desechadas. El Blok P se trató de un tipo de vivienda con comodidades modernas para sus residentes, como agua corriente, saneamiento y cocinas.
Los arquitectos daneses siguieron el modelo de los bloques de apartamentos compartimentados, que se estaban construyendo en todo el mundo en el contexto del auge del sector en los años 50 y 60. En esta época la arquitectura europea estaba influenciada en gran medida por la corriente de pensamiento de Le Corbusier, en la que la función era el elemento preeminente. De este modo, el Blok P se planeó sobre la base de esta estrategia racionalista, que buscaba imponer estilos de vida idealizados a los residentes sin tener en cuenta sus necesidades específicas.